# Gunnarstindur
Gunnarstindur är en bergstopp i republiken Island. Den ligger i regionen Austurland, 400 km öster om huvudstaden Reykjavík. Toppen på Gunnarstindur är 1 025 meter över havet, eller 189 meter över den omgivande terrängen. Bredden vid basen är 0,85 km.
Runt Gunnarstindur är det mycket glesbefolkat, med 2 invånare per kvadratkilometer. Närmaste större samhälle är Fáskrúðsfjörður, nära Gunnarstindur. Trakten runt Gunnarstindur består i huvudsak av gräsmarker.